# Svájc az 1956. évi nyári olimpiai játékokon
Svájc az ausztráliai Melbourne-ben és a svédországi Stockholmban megrendezett 1956. évi nyári olimpiai játékok egyik részt vevő nemzete volt. Az országot az olimpián 1 sportágban 9 sportoló képviselte, akik összesen 1 érmet szereztek.
Svájc (Spanyolországgal, Hollandiával és Kambodzsával együtt) hivatalosan bojkottálta az 1956-os olimpiát a Szovjetunió részvétele miatt, amely nem sokkal korábban megszállta Magyarországot. A lovas versenyszámokat viszont öt hónappal az olimpiai hivatalos időtartama előtt rendezték meg Svédországban, így ott részt vett kilenc svájci lovas.

## Érmesek
| Érem  | Versenyző                                          | Sportág  | Versenyszám        |
| ----- | -------------------------------------------------- | -------- | ------------------ |
| Bronz | Henri Chammartin Gustav Fischer Gottfried Trachsel | Lovaglás | Csapat díjlovaglás |

## Lovaglás
megjegyzés: A lovas versenyszámokat a svédországi Stockholmban rendezték meg a szigorú ausztrál állat-egészségügyi szabályok miatt.
Díjlovaglás
| Versenyző                                          | Ló                    | Versenyszám | Döntő  | Döntő    |
| Versenyző                                          | Ló                    | Versenyszám | Pont   | Helyezés |
| -------------------------------------------------- | --------------------- | ----------- | ------ | -------- |
| Henri Chammartin                                   | Wöhler                | Egyéni      | 789,0  | 8.       |
| Gustav Fischer                                     | Vasello               | Egyéni      | 750,0  | 10.      |
| Gottfried Trachsel                                 | Kursus                | Egyéni      | 807,0  | 6.       |
| Henri Chammartin Gustav Fischer Gottfried Trachsel | Wöhler Vasello Kursus | Csapat      | 2346,0 |          |

Díjugratás
| Versenyző                                      | Ló                    | Versenyszám | 1. forduló | 1. forduló | 2. forduló | 2. forduló | Összesen | Összesen |
| Versenyző                                      | Ló                    | Versenyszám | Pont       | Hely.      | Pont       | Hely.      | Pont     | Helyezés |
| ---------------------------------------------- | --------------------- | ----------- | ---------- | ---------- | ---------- | ---------- | -------- | -------- |
| Marc Büchler                                   | Duroc                 | Egyéni      | 28,50      | 33.        | 36,00      | =39.       | 64,50    | 37.      |
| William de Rham                                | Va Vite               | Egyéni      | 20,00      | =20.       | 16,00      | =18.       | 36,00    | =19.     |
| Alexander Stoffel                              | Bricole               | Egyéni      | 27,00      | =30.       | 32,00      | =33.       | 59,00    | =34.     |
| Marc Büchler William de Rham Alexander Stoffel | Duroc Va Vite Bricole | Csapat      | 75,50      | 8.         | 84,00      | 9.         | 159,50   | 9.       |

Lovastusa
| Versenyző                               | Ló                  | Versenyszám | Díjlovaglás | Díjlovaglás | Tereplovaglás | Tereplovaglás | Díjugratás | Díjugratás | Végeredmény | Végeredmény |
| Versenyző                               | Ló                  | Versenyszám | Bünt.       | Hely.       | Bünt.         | Hely.         | Bünt.      | Hely.      | Bünt.       | Helyezés    |
| --------------------------------------- | ------------------- | ----------- | ----------- | ----------- | ------------- | ------------- | ---------- | ---------- | ----------- | ----------- |
| Milo Gmür                               | Romeo               | Egyéni      | -149,20     | 39.         | -190,35       | 32.           | -10,00     | =2.        | -349,55     | 30.         |
| Samuel Koechlin                         | Goya                | Egyéni      | -150,00     | =40.        | -407,21       | 39.           | -20,00     | =22.       | -577,21     | 33.         |
| Roland Perret                           | Erlfried            | Egyéni      | -105,60     | 5.          | -259,58       | 34.           | -40,00     | =33.       | -405,18     | 31.         |
| Milo Gmür Samuel Koechlin Roland Perret | Romeo Goya Erlfried | Csapat      | -366,80     | 5.          | -894,10       | 8.            | -100,00    | 8.         | -1360,90    | 8.          |